# 萩ツインシネマ
萩ツインシネマ（はぎツインシネマ）は、山口県萩市東田町18-4の「ヤングプラザ萩」3階にある映画館（ミニシアター）。経営はNPO法人萩コミュニティシネマ。山口県日本海側の長北地区（北浦地方）唯一の映画館である。

## 前史

### 萩喜楽館（1924年～1980年）

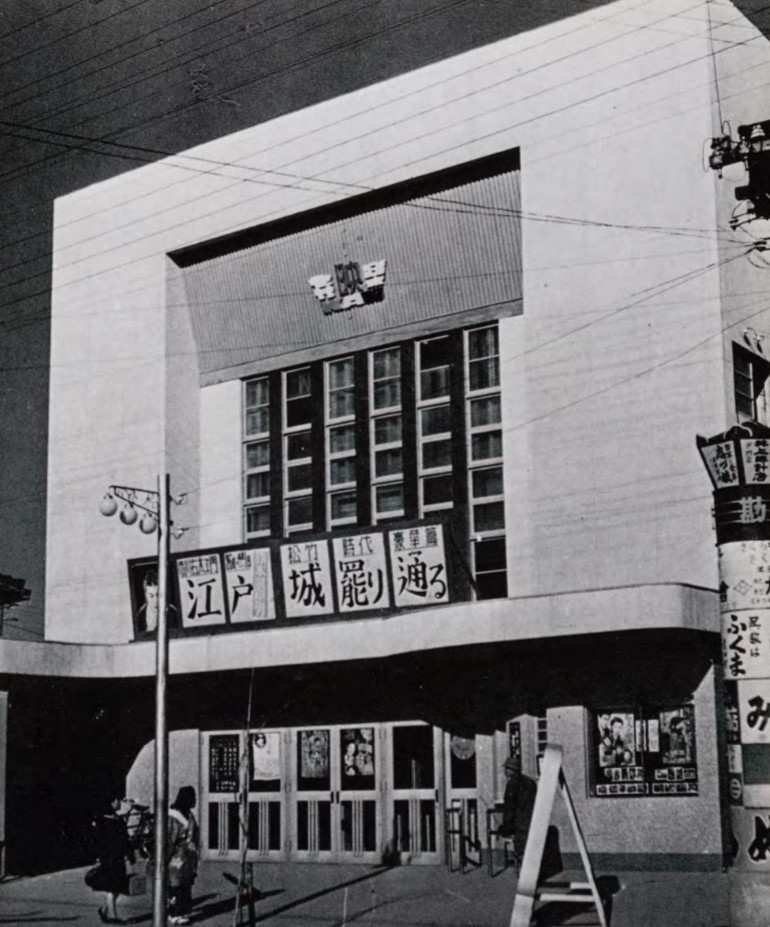
1951年の萩喜楽館

1924年（大正13年）2月、阿武郡萩町（現・萩市）吉田町に巴城館が新築され、映画専門館として松竹作品が上映された。1927年（昭和2年）4月20日、巴城館は永楽座と合併する前提で喜楽館に改称し、帝国キネマ系の上映館となった。1936年時点の萩市には劇場として吉田町の喜楽館、上五間町の永楽座、浜崎町の住吉座があり、喜楽館と永楽座はいずれも田中清二の経営だった。
1951年（昭和26年）11月には喜楽館が新装開館した。昭和30年代の山口県には100館を超える映画館があり、1963年（昭和38年）の萩市には萩東映劇場（上五間）、萩喜楽館（吉田町）、萩東宝（東田町）、萩セントラル（浜崎）、スカイシネマ（西田）の5館があった。
1980年（昭和55年）12月13日、吉田町の喜楽館、上五間町で喜楽館と同じく西林直輝が経営する萩東映の2館が閉館した。

### 萩キラク（1980年～1996年）
1980年（昭和55年）12月14日には東田町にヤングプラザ萩が完成し、3階に2スクリーンの映画館が開館した。キラク1は150席、キラク2は195席であり、ヤングプラザ萩は旧館の100m南に位置する。1985年（昭和60年）の入場者数は約6万人だった。
1992年（平成4年）には西田町の萩スカイシネマが閉館し、萩キラクは長北地区（北浦地方）唯一の映画館となった。1994年（平成6年）9月以降の一年間では入場者数が約6000人にまで減少し、年間約200万円の赤字が発生していた。1996年（平成8年）6月末には山萩企画による経営が終了していったん閉館した。

## 歴史

### 萩ツインシネマ（1996年～）

#### 株式会社時代
1995年（平成7年）には「萩の映画館を守る会」などが募金活動を開始した。1996年（平成8年）4月には元萩市長の林秀宣が発起人となって出資を募るなどして、映画ファンの陶芸家・病院経営者・企業経営者・萩市議会議員など55人が資本金1000万円を出資している。1996年（平成8年）6月22日には株式会社ムービーボラトピアの設立総会が行われ、歯科医院を経営する高雄一寿が社長に就任した。公募で萩ツインシネマという館名を決定し、1996年（平成8年）7月19日に開館した。こけら落とし作品は伊丹十三監督作品『スーパーの女』。
1999年（平成11年）3月には防府市に7スクリーンを有するシネマコンプレックスのワーナー・マイカル・シネマズ防府（後のイオンシネマ防府）が開館し、同年11月には宇部市にやはり7スクリーンを有するシネマスクエア7が開館している。1997年度（平成9年度）の萩ツインシネマは4万4000人の観客を集めたが、これらのシネコンに観客を奪われたこともあって、1998年度（平成10年度）には3万4000人、2000年度（平成12年度）には1万7000人と減少した。2001年度（平成13年度）には萩市など山口県が舞台となった『釣りバカ日誌12 史上最大の有給休暇』（本木克英監督）を上映し、観客数は3万4000人と盛り返したが、2002年度（平成14年度）には再び1万8000人にまで落ち込んだ。
2004年（平成16年）3月13日には『ほたるの星』の先行上映が行われ、菅原浩志監督、原作者の宗田理、出演した北見敏之と小柳友貴美による舞台挨拶が行われた。2004年（平成16年）5月9日をもって、萩ツインシネマは閉館した。最終週末の5月8日と9日には『ほたるの星』や盲導犬の生涯を描いた『クイール』（崔洋一監督）を上映し、2日間で約200人の観客を集めた。

#### NPO法人時代

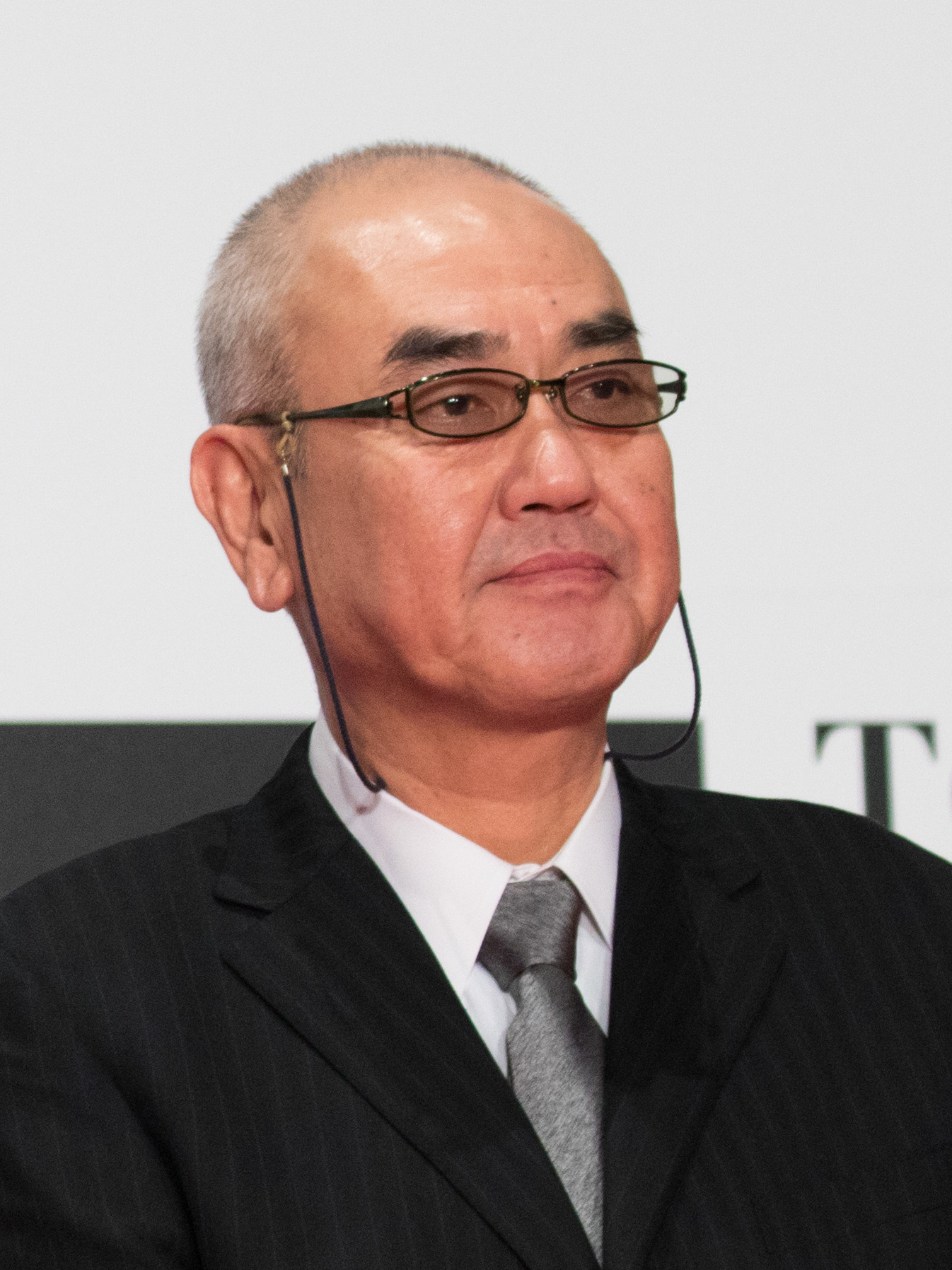
2008年に来萩した佐々部清監督

市民出資型株式会社としての営業は終了したが、2004年（平成16年）夏にはNPO法人化を想定した萩コミュニティシネマが設立され、萩ツインシネマの運営会社で社長を務めていた高雄一寿が理事長に就任した。萩コミュニティシネマを運営団体として、萩ツインシネマは8月7日に上映を再開した。
2005年（平成17年）7月30日・31日には上映再開1周年記念イベントを開催し、両日とも予約のみで満席となった。2006年度（平成18年度）の観客数は1万6800人だったが、2007年度（平成19年度）は1万2300人、2008年度（平成20年度）は9900人と漸減した。
建物のヤングプラザ萩は東京都の不動産会社が所有していたが、2008年（平成20年）1月10日にはNPO法人萩コミュニティシネマの高雄一寿理事長らが設立した株式会社TTFが買収した。同年11月下旬には萩ツインシネマで「萩コミュニティ映画祭」が開催され、下関市出身の佐々部清監督作『陽はまた昇る』、『半落ち』、『チルソクの夏』、『四日間の奇蹟』、『夕凪の街桜の国』、『三本木農業高校馬術部』が上映された。11月22日には『チルソクの夏』に出演した水谷妃里の舞台挨拶や佐々部監督のトークショーが開催された。
2009年（平成21年）には国の補助金などを得て映写機を更新した。2010年（平成22年）初頭には国や萩市から補助金を得て3D映画上映設備を導入し、3D第1弾としてジェームズ・キャメロン監督作『アバター』を上映した。2012年（平成24年）には周南市のテアトル徳山が閉館、2014年（平成26年）3月には下関市のシアター・ゼロが休館し、山口県内の非シネコンは萩ツインシネマのみとなった。
2019年（平成31年）2月18日には映写機の不具合で休館を余儀なくされ、3月9日にはレンタルした映写機で営業を再開した。4月には映写機の購入に向けたクラウドファンディングを開始し、8月には約600万円で最新式の映写機を購入した。
2022年（令和4年）にはNPO法人萩コミュニティシネマによる初の自主製作映画『ハッピーバースデイ』が公開された。2023年（令和5年）6月には萩ツインシネマ自らを題材とする2作目の自主製作映画として、榊祐人監督の『さよなら萩ツインシネマ』が公開された。萩城跡指月公園や田町商店街などでロケが行われ、支配人の柴田寿美子も本人役で出演している。

## 設備
| No.         | 座席数 | 音響 |
| ----------- | ------ | ---- |
| スクリーン1 | 35席   | SRD  |
| スクリーン2 | 120席  | SRD  |